# Ljubomir Radanović
Ljubomir Radanović, född den 21 juli 1960 i Cetinje, Socialistiska republiken Montenegro, SFR Jugoslavien
, är en jugoslavisk/montenegrinsk före detta fotbollsspelare som tog OS-brons med Jugoslavien vid de olympiska sommarspelen 1984 i Los Angeles.